# Thézy-Glimont
 Thézy-Glimont  es una población y comuna francesa, en la región de Picardía, departamento de Somme, en el distrito de Amiens y cantón de Boves.

## Demografía
| 275 | 301 | 363 | 400 | 457 | 419 | 447 |
| Para los censos de 1962 a 1999 la población legal corresponde a la población sin duplicidades (Fuente: INSEE [Consultar]) |     |     |     |     |     |     |

## Personas vinculadas
Aquí falleció en el año 2010 el poeta andaluz Carlos Edmundo de Ory.